# Channaikanahalli, Arsikere
Channaikanahalli là một làng thuộc tehsil Arsikere, huyện Hassan, bang Karnataka, Ấn Độ.